# Koellensteinia hyacinthoides
Koellensteinia hyacinthoides är en orkidéart som beskrevs av Rudolf Schlechter. Koellensteinia hyacinthoides ingår i släktet Koellensteinia och familjen orkidéer. Inga underarter finns listade i Catalogue of Life.